# Herzog von Nájera

Wappen des Hauses Manrique de Lara, Herzöge von Nájera

Der Titel Herzog von Nájera ist ein spanischer Adelstitel, der mit dem Ort Nájera in der Region La Rioja verknüpft ist. Er wurde von Katholischen Königen am 30. August 1482 Don Pedro Manrique de Lara, Conde de Treviño y Ricohombre de Castilla, als Belohnung für seine Dienste gegenüber der Krone verliehen. Im Jahr 1520 ergänzte König Karl I. den Herzogstitel mit dem eines Granden von Spanien.
Die Herzöge von Nájera regierten Nájera bis zum Jahr 1600, als der letzte Herzog in männlicher Linie ohne Nachkommen starb. Der Titel ging an seine Tochter Luisa über.

## Herren und Grafen von Najéra
- Fortún Sánchez, X 1054, Señor de Nájera; ⚭ Toda Garcés, Tochter von García Ramírez, König von Viguera (Haus Jiménez)
- Lope Fortún, † 1068, Señor de Nájera y Calahorra; ⚭ Mencia Garcés, uneheliche Tochter von García III. (V.), König von Navarra (Haus Jiménez)
- García Ordóñez, X 30. Mai 1108 bei Uclés, Alférez von Kastilien, 1074 Conde de Nájera y Grañón (Haus Kantabrien), Stammvater des Hauses Aza; ⚭ Urraca Infantin von Navarra, Tochter von García III. (V.), König von Navarra (Haus Jiménez)

## Herzöge von Nájera

### Haus Manrique de Lara
- Pedro Manrique III. de Lara y Sandoval (1482–1515), 2. Conde de Treviño, 1. Duque de Nájera
- Antonio Manrique de Lara († 1535), dessen Sohn, 2. Duque de Nájera, Vizekönig von Navarra
- Juan Esteban Manrique de Lara y Cardona (1504–1558), dessen Sohn. 3. Duque de Nájera.
- Manuel Manrique de Lara (1533–1600), dessen Sohn, 4. Duque de Nájera.
- Luisa Manrique de Lara (1558–1627), dessen Tochter, 5. Duquesa de Nájera

### Andere Familien
- Jorge de Cárdenas Manrique († 1644), deren Sohn, 6. Duque de Nájera
- Jaime Manuel Manrique de Cárdenas († 1652), dessen Bruder, 7. Duque de Nájera
- Francisco María de Montserrat Manrique de Cárdenas († 1656), dessen Sohn, 8. Duque de Nájera
- Teresa Antonia Manrique de Cárdenas y Mendoza († 1657), 9. Duquesa de Nájera, Tochter von Maria de Cárdenas Manrique de Lara, einer Tochter von Luisa, 5. Duquesa de Nájera.
- Antonio de Mendoza Velasco Manrique de Lara († 1676), 10. Duque de Nájera, Sohn von Nicolasa de Mendoza Manrique de Cardenas, einer Tochter von Maria de Cárdenas Manrique de Lara, diese wiederum eine Tochter von Luisa, 5. Duquesa de Nájera.
- Francisco Miguel Manrique de Mendoza y Velasco (1675–1678), dessen Sohn, 11. Duque de Nájera
- Nicolasa Manrique de Mendoza y Velasco (1672–1709), dessen Schwester, 12. Duquesa de Nájera
- Ana Manuela Sinforosa Manrique de Guevara y Velasco (1692–1731), dessen Tochter, 13. Duquesa de Nájera
- Joaquín Cayetano Ponce de León y Cabrera († 1743), 14. Duque de Nájera, 8. Duque de Arcos, 10. Duque de Maqueda
- Manuel Ponce de León († 1744), dessen Bruder, 15. Duque de Nájera, 9. Duque de Arcos, 11. Duque de Maqueda,
- Francisco Ponce de León y Cabrera († 1763), dessen Bruder, 16. Duque de Nájera, 10. Duque de Arcos, 12. Duque de Maqueda
- Antonio Ponce de León († 1780), dessen Bruder, 17. Duque de Nájera, 11. Duque de Arcos, 13 Duque de Maqueda
- María Isidra de la Cruz de la Cerda Manrique de Lara (1742–1811), 18. Duquesa de Nájera
- Diego Isidro de Guzmán y la Cerda († 1849), deren Sohn, 19. Duque de Nájera, Marqués de Aguilar de Campóo
- Carlos Luis de Guzmán y la Cerda (1801–1880), dessen Sohn, 20. Duque de Nájera
- José Reinaldo de Guzmán y la Cerda (1809–1891), dessen Bruder, 21. Duque de Nájera
- Juan de Zabala y Guzmán (1844–1910), Sohn von María del Pilar de Guzmán y de La Cerda, Schwester José Reinaldos, 23. Duque de Nájera
- Luis de Zabala y Guzmán (1853–1913), dessen Bruder, 24. Duque de Nájera
- María del Pilar de Zabala y Guzmán (1840–1915), dessen Schwester, 25. Duquesa de Nájera
- María del Pilar García-Sancho y Zabala (1864–1916), deren Tochter, 26. Duquesa de Nájera
- Juan Bautista Travesedo y García-Sancho (* 1890, † …), deren Sohn, 27. Duque de Nájera
- Juan Travesedo y Martínez de las Rivas (1922–1996), dessen Sohn, 28. Duque de Nájera
- Juan Travesedo y Colón de Carvajal, Sohn von José Maria Travesedo y Martínez de las Rivas, Bruder Juan Travesedos, 29. Duque de Nájera